# ناثان فرانكلين باريت
ناثان فرانكلين باريت (بالإنجليزية: Nathan Franklin Barrett)‏ هو مهندس المناظر الطبيعية أمريكي، ولد في 19 نوفمبر 1845 في جزيرة ستاتن في الولايات المتحدة، وتوفي في 16 أكتوبر 1919 في ماونت فيرنون في الولايات المتحدة.